# Belo Vale (Justinópolis)
Belo Vale é um bairro pertencente ao distrito de Justinópolis em Ribeirão das Neves, na Região Metropolitana de Belo Horizonte. Localiza-se a noroeste do centro de Justinópolis, tem acesso principal pela Av. Denise Cristina da Rocha.

## Origem
De acordo com o Plano de Regularização Fundiária de Ribeirão das Neves elaborado em 2009, o bairro foi aprovado em 18/05/1993 e registrado posteriormente. Com uma área total de 165.771 m2, foram disponibilizados 95.671 m2 de uso exclusivo para lotes, que totalizam 359.
Começou a se consolidar nos anos 2000, em decorrência sobretudo da sua localização, na região de conurbação com o distrito de Venda Nova.

## Atualidade
O bairro Belo Vale tem declividade acentuada, traçado regular, com sua maior parte pavimentada, e densidade média, além de ser atendido integralmente pela CEMIG e COPASA.
Há um eixo comercial nas ruas 5 (até a divisa com o bairro Vera Lúcia), 2 e 3 do bairro, composto por bares, salões de beleza, borracharias, lava jatos, mercearias, lojas de tecidos/costura e uma academia de artes marciais. Ainda, diversas redes atacadistas e varejistas instalaram filiais nas proximidades, assim como indústrias de cerâmica. Alguns exemplos são a cerâmica Santo Antônio e a cerâmica Marbeth.
Quanto a religiosidade, existem diversas igrejas evangélicas na região que aumentaram conforme o bairro se desenvolvia no quesito população.
No que discerne à educação, Belo Vale não contém escolas municipal ou estadual. Contudo, os moradores, por estarem em uma região "central", acessam bairros vizinhos que dispõem de redes educacionais, tais como Botafogo, Centro de Justinópolis, Labanca ou o Jardim São Judas Tadeu.
Por fim, os habitantes dessa localidade contam com um Posto de Saúde da Família (PSF), atendendo demandas iniciais e básicas da região.
Os bairros vizinhos são: Botafogo, Cruzeiro, Jardim São Judas Tadeu, Labanca e Vera Lúcia.

## Transporte
O bairro Belo Vale é atendido por seis linhas de ônibus, além dos transportes alternativos (Uber, 99, entre outros). São elas: 5375, 5376, 5377 (apenas aos domingos), 5412, 5391 e 204 (antigo 2101).
Para saber mais, veja detalhadamente na lista do bairro Cruzeiro.